# Baron de Blaquiere

Wappen der Barons de Blaquiere

Baron de Blaquiere, of Ardkill in the County of Londonderry, war ein erblicher britischer Adelstitel in der Peerage of Ireland.

## Geschichte
Der Titel wurde am 30. Juli 1800 für den irischen Unterhausabgeordneten Sir John (de) Blaquiere, 1. Baronet geschaffen, der von 1772 bis 1776 Chief Secretary for Ireland war. Bereits am 16. Juli 1784 war ihm in der Baronetage of Ireland der fortan nachgeordnete Titel Baronet, of Ardkill in the County of Londonderry, verliehen worden. Beide Titel erloschen bei Tod seines Urenkels, des 6. Barons, am 28. Juli 1920.

## Liste der Barons de Blaquiere (1800)
- John de Blaquiere, 1. Baron de Blaquiere (1732–1812)
- John de Blaquiere, 2. Baron de Blaquiere (1776–1844)
- William de Blaquiere, 3. Baron de Blaquiere (1778–1851)
- John de Blaquiere, 4. Baron de Blaquiere (1812–1871)
- William de Blaquiere, 5. Baron de Blaquiere (1814–1889)
- William de Blaquiere, 6. Baron de Blaquiere (1856–1920)